# Bahnhof Marseille-Saint-Charles
Der Bahnhof Marseille-Saint-Charles ist der wichtigste Bahnhof des Großraums Marseille. Sein erstes Empfangsgebäude wurde am 8. Januar 1848 eröffnet. Der jetzige Bau wurde erst einige Jahre später vollendet. Er liegt im 3. Arrondissement auf einer kleinen Anhöhe in der Nähe des Stadtzentrums und ist ein Kopfbahnhof. 
Die Anzahl der Reisenden stieg von 7,1 Millionen im Jahr 2000 auf 15,5 Millionen im Jahr 2008. Dies hängt insbesondere mit der Inbetriebnahme der Schnellfahrstrecke LGV Méditerranée zusammen, die die Fahrzeit von Paris nach Marseille auf drei Stunden verkürzte.

## Lage
Der Bahnhof befindet sich bei km 862,125 der Bahnstrecke Paris–Marseille und bei km 444,084 der Bahnstrecke Lyon–Marseille. Außerdem ist er der Anfangspunkt der Bahnstrecken Marseille–Ventimiglia und Marseille-Saint-Charles–Marseille-Joliette.
Der Bahnhof hat 16 Bahnsteiggleise, die mit 1500 V Gleichstrom elektrifiziert sind. Eine Abstellanlage befindet sich nördlich des Bahnhofs.

## Geschichte

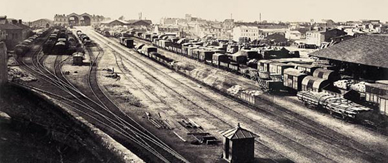
Gleisfeld im Jahr 1860, im Hintergrund die Bahnhofshalle

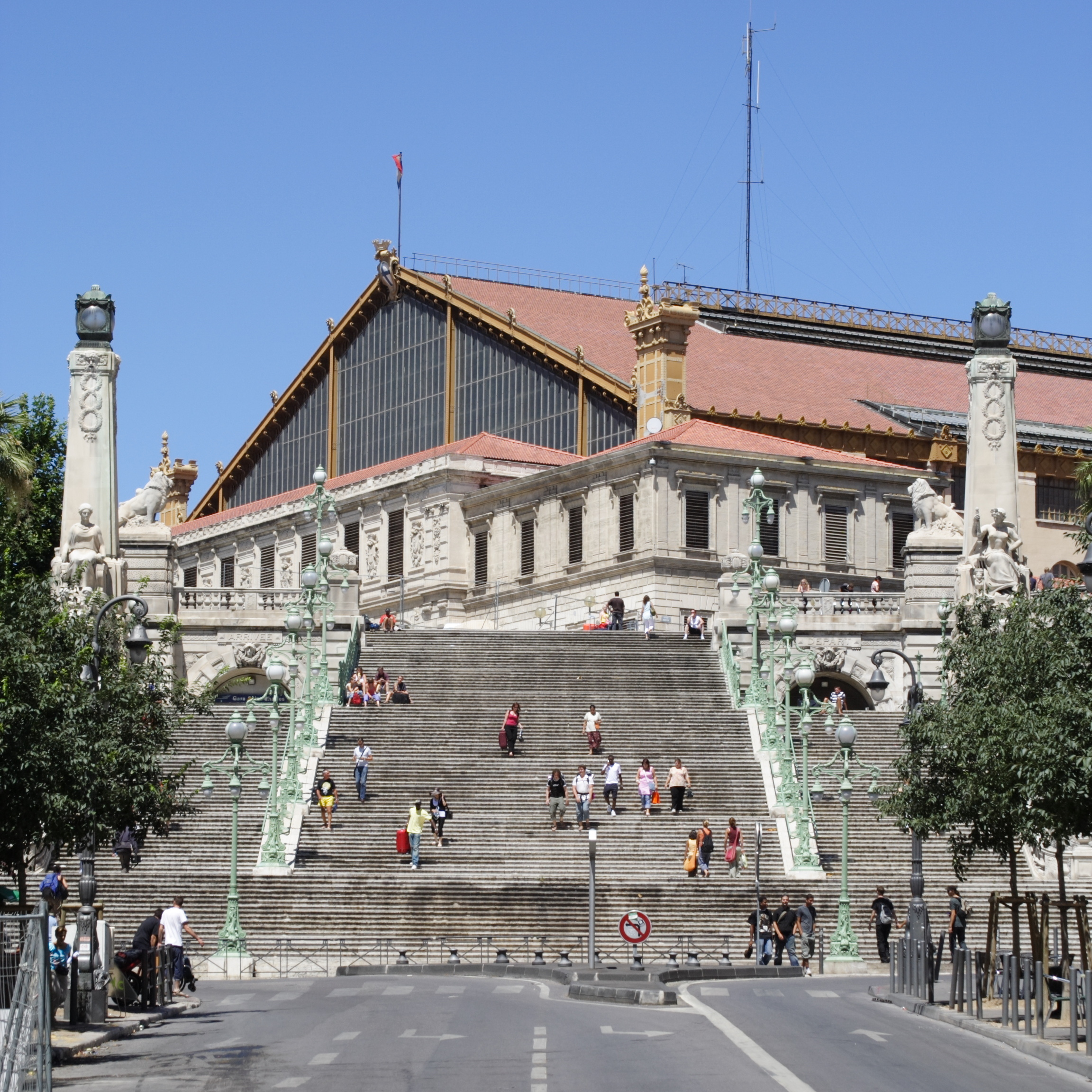
Außentreppe vom Boulevard d’Athènes zum Bahnhof

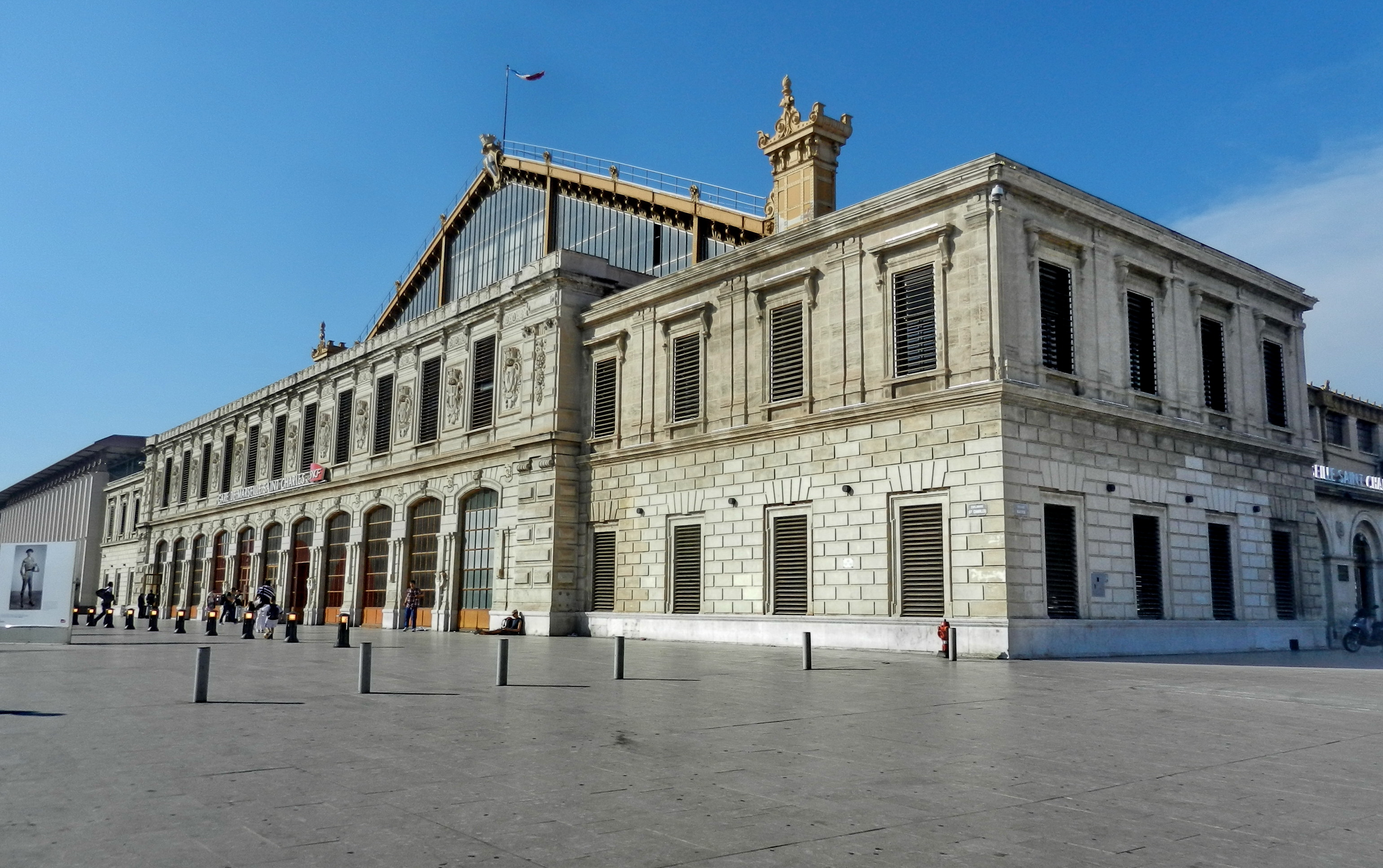
Fassade des alten Empfangsgebäudes, dahinter der neue Flügel „Halle Honnorat“

Das Bahnhofsgebäude wurde 1848 in Form eines die Gleise umfassenden U erbaut, es gab einen Flügel für die ankommenden und einen für die abfahrenden Fahrgäste. Diese zwei Flügel wurden durch ein Glasdach zu einer Bahnhofshalle verbunden.
Nach dem Zweiten Weltkrieg wurde der nördliche Flügel abgerissen, um den Bahnhof erweitern zu können. Das Hallendach und die es tragende Wand blieben erhalten. Ende der 1990er Jahre war es nötig, den Bahnhof neu zu strukturieren. Das Projekt beinhaltete unter anderem die Neugestaltung des Busbahnhofs und der umliegenden Stadtteile, im Zusammenhang mit der Inbetriebnahme der LGV Méditerranée. Im Juni 2001 wurde der neugestaltete Bahnhof in Betrieb genommen, unter anderem wurde der Querbahnsteig komplett erneuert. Auf der Nordseite wurde 2007 die neue Halle Honnorat eröffnet; sie hat eine Fläche von 6400 m².
Am 1. Oktober 2017 tötete ein 1987 in Tunesien geborener Mann am Bahnhof zwei junge Frauen mit einem Messer. Der Attentäter wurde kurz darauf von Sicherheitskräften erschossen.

## Betrieb

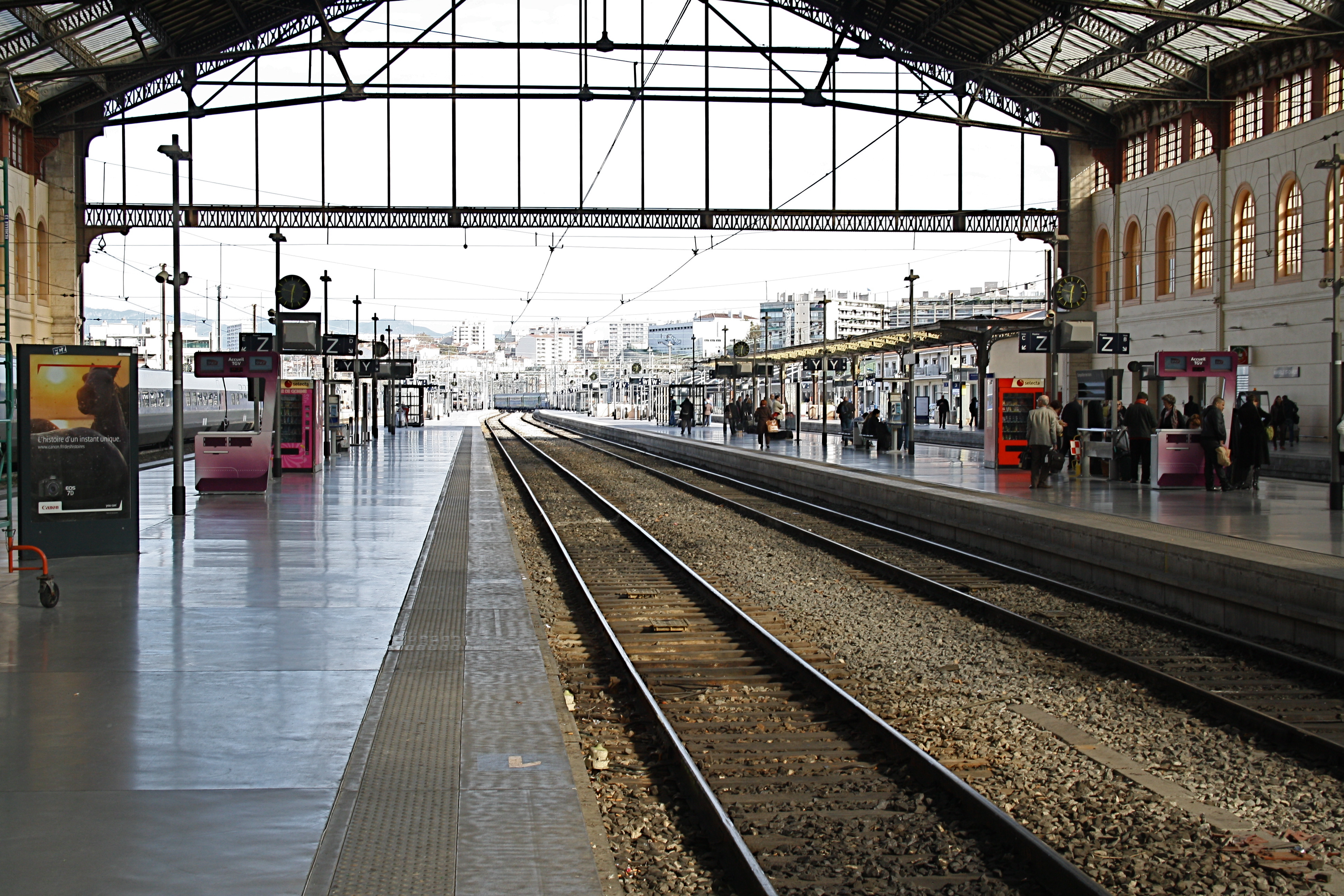
Bahnhofshalle

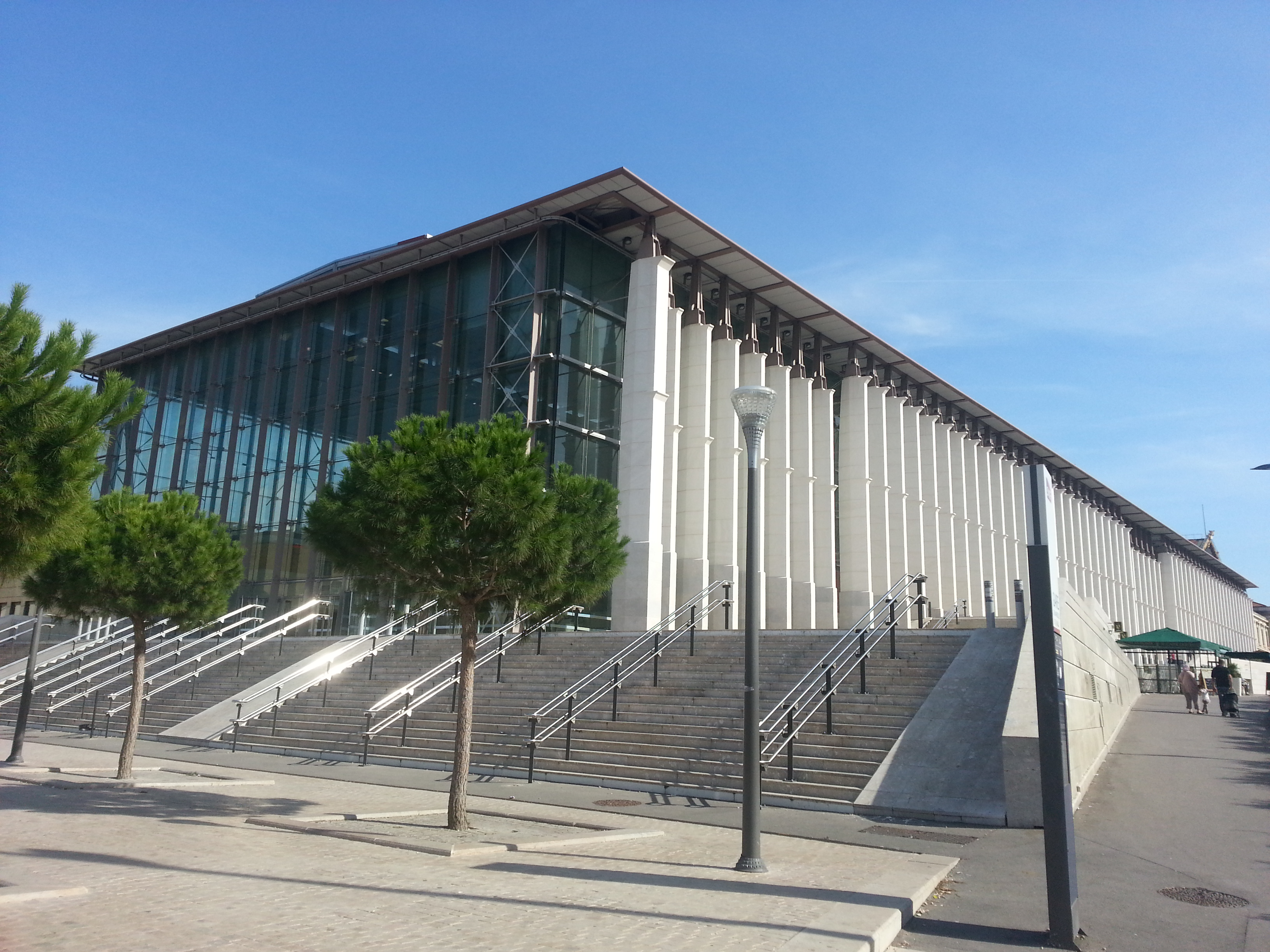
„Halle Honnorat“ von Nordwesten

Vom Bahnhof Saint-Charles gibt es Verbindungen mit dem Hochgeschwindigkeitszug TGV zu folgenden Bahnhöfen: Paris-Gare-de-Lyon, Massy TGV, Marne-la-Vallée - Chessy, Aéroport Charles-de-Gaulle 2 TGV, Valence TGV, Aix-en-Provence TGV, Avignon TGV, Nîmes, Lyon Part-Dieu und Lille-Europe sowie Toulon, Les Arcs-Draguignan, Saint-Raphaël, Cannes, Nice-Ville und Menton. Die meisten Fahrten werden unter der Marke «inOui» angeboten; nach Paris verkehren jedoch auch TGV-Züge der Billigmarke Ouigo.
Seit März 2012 existiert eine TGV-Direktverbindung über Lyon-Part-Dieu, Strasbourg-Ville, Karlsruhe Hbf und Mannheim Hbf nach Frankfurt (Main) Hbf.
In Kooperation mit der Renfe wird eine AVE-Direktverbindung zwischen Marseille, Barcelona und Madrid angeboten.
Seit  Mai 2015 gibt es mit der SNCF-Tochter Eurostar eine Verbindung nach London St Pancras. Es gibt drei Zugpaare pro Woche; in den Ferienmonaten Juni und August werden fünf Fahrten pro Woche durchgeführt.
Verbindungen mit Intercités bestehen zu den Bahnhöfen Nîmes, Montpellier-Saint-Roch, Béziers, Toulouse und Bordeaux.
Der Bahnhof Marseille-Saint-Charles ist der wichtigste Knoten für die TER-Nahverkehrszüge des TER Provence-Alpes-Côte d’Azur. Von ihm aus führen viele Linien ins Umland:
- TER-Intervilles auf längeren Distanzen
  - über Toulon, Saint-Raphaël und Cannes nach Nice-Ville
  - über Vitrolles-Aéroport-Marseille-Provence, Miramas, Arles, Avignon und Valence nach Lyon
  - über Aix-en-Provence und Gap nach Briançon
- TER-Regionalverkehrszüge
  - über Aubagne und Toulon nach Hyères bzw. Les Arcs-Draguignan
  - über Aix-en-Provence nach Pertuis
  - über Vitrolles-Aéroport-Marseille-Provence, Miramas und Cavaillon nach Avignon
  - über Vitrolles-Aéroport-Marseille-Provence, Miramas und Arles nach Avignon
  - über Vitrolles-Aéroport-Marseille-Provence, Miramas und Arles nach Montpellier
  - über Martigues und Port-de-Bouc nach Miramas

## Anbindung
Der Bahnhof wird von den zwei Métrolinien der Métro Marseille bedient, die von der Régie des Transports de Marseille betrieben werden. Außerdem halten einige Buslinien am Bahnhof. Der Bahnhof besitzt seit 2006 auch einen großen Busbahnhof; dieser ist Knotenpunkt der „Cartreize“, ein Busunternehmen im Département Bouches-du-Rhône.

## Ausbaupläne
Im Zuge der Ausbaupläne in der Region (LGV Provence-Alpes-Côte d’Azur) soll der bestehende Kopfbahnhof bis 2030 zusätzlich unterirdische Durchfahrtgleise erhalten.